# Сииласвуо, Энсио
Энсио Сииласвуо (фин. Ensio Siilasvuo; 1 января 1922, Хельсинки — 10 января 2003, Кауниайнен, Кауниайнен) — генерал оборонительных сил Финляндии.

## Биография
Родился 1 января 1922 года в Хельсинки, его отцом был известный финляндский военачальник Ялмар Сииласвуо. В 1940 году Энсио Сииласвуо вступил в ряды сухопутных войск Финляндии перед началом Советско-финской войны. В 1944 году ему было присвоено звание капитана, в ходе боевых действий дважды получал ранения. В 1945 году стал начальником штаба пехотного полка.
После окончания Второй мировой войны продолжил службу в вооружённых силах и участвовал в миротворческих операциях ООН. В 1965 году командовал финляндским миротворческим контингентом на Кипре. После окончания Шестидневной войны он занимал различные должности на Среднем Востоке. С 1973 года после окончания Войны Судного дня до августа 1975 года командовал Чрезвычайными вооружёнными силами ООН на Синайском полуострове. 
В августе 1975 года был назначен на должность главного координатора миротворческих миссий Организации Объединённых Наций на Ближнем Востоке, которую он занимал до подписания Кэмп-Дэвидских соглашений между Египтом и Израилем в 1979 году. В 1980 году ушёл в отставку с военной службы. 6 октября 1998 года ему было присвоено звание полного генерала. Скончался 10 января 2003 года в Кауниайнене.